# Рубін Фельдшух
Рубін Фельдшух (Rubin Feldszuh, пс. Бен Шем, нар. 28 лютого 1900 року в Бучачі, помер 30 серпня 1980) — польський гебраїст, сіоністський діяч, журналіст, письменник та автор спогадів про Варшавське гетто.

## Біографія
Син Йосипа та Рози. Закінчив гімназію і вступив до Віденського університету. У 19 років він кинув школу і переїхав до Палестини. Після трагічної загибелі батька в Україні він вирішив повернутися до Європи, потім закінчив навчання у Відні. У 1923 році отримав ступінь доктора наук. Того ж року закінчив навчання рабина в Ізраїльській духовній семінарії у Відні. У 1925 році приєднався до сіоністського ревізіоністського руху в Кракові. У 1926 році влаштувався викладачем філософії та латини в Ковельську гімназію. У 1927 році він переїхав до Варшави і вступив до ЦК Партії ревізіоністів. На початку 1930-х років. Фельдшух почав розходитися із Жеєвом Жаботинським і поступово відходив від ревізіоністських організацій. Зрештою він приєднався до табору Мейра Гроссмана, видаючи та редагуючи журнали, такі як «Nowa Era» та «Nowy Czas». У 1929—1937 роках він брав участь щонайменше у чотирьох сіоністських конгресах. У 1930-х роках жив у Варшаві, заробляв як присяжний перекладач . У 1939 році був опублікований перший том Єврейського соціального лексикону під редакцією Фельдшуха.
У 1928 році він одружився з музикознавцем і піаністкою Перлою Ріхтер (1900—1943) з Чорткова, від якої мав дочку Йосиму (1929—1943), яка також була піаністкою і композиторкою.
Після початку Другої світової війни Фельдшух із родиною втік до Казімежа Дольного. Потім він перебував у варшавському гетто. За словами Рахелт Ауербах, після смерті доньки Йосіми, яка померла від туберкульозу, переховуючись серед арійців, її мати покінчила життя самогубством. У липні 1944 року Фельдшух вдалось вижити і разом з групою євреїв приїхав до Любліна. На початку жовтня 1944 року Єврейська рада в Любліні звернулася до Польської Комітету Національного Визволення з пропозицією призначити його головним рабином. Разом з Е. Зоммерштайном Фельдшух заснував сіоністську політичну партію Іхуд. Був членом Центральної Ради польських євреїв, представляв ревізіоністські партії. Він був одним із перших членів Центрального єврейського історичного комітету. У 1945 р. виїхав з Любліна, прямуючи через Румунію до Палестини. З ним була його майбутня друга дружина, співачка Рут Хальберштадт (1913—2007). Подружжя одружилося в Бухаресті і мало двох дітей: доньку Джоезру Ріну і сина Некамію.
У Палестині Фельдшух приєднався до загального сіоністського середовища й оселився в Тель-Авіві. Пізніше працював як директор школи та видавав. З 1956 по 1959 рік він служив уповноваженим з питань культури в Буенос-Айресі.

## Публікації
- Noce palestyńskie (укр.— Палестинські ночі). Варшава: Е. Гітлін, 1928 рік.
- Di idee fun Kern Tel-Haj, 1930 рік.
- Czerwone dusze. (укр.— Червоні душі). Варшава: «Перли», 1932 рік.
- Jidišer gezelsaftlecher leksikon = єврейська соціальна лексика. T.1 . Варшава: Rubin Feldszuh, 1939
- Психологія l'Kitot Ha'elyonot shel Batei Hasefer Hatichonim v'l'Batey Hamidrash Hamorim . Тель-Авів: Н. Тверський, 1953 рік.
- Poyln brent . Буенос-Айрес, 1960 рік.
- Ні v'Hi . Тель-Авів: HaMenorah, 1963 рік.